# Aljaksej Abalmasaŭ
Aljaksej Aljaksandravitj Abalmasaŭ (belarusiska: Аляксей Аляксандравіч Абалмасаў), född den 20 juni 1980, i Borisov i Vitryska SSR i Sovjetunionen (nu Barysaŭ i Belarus), är en belarusisk kanotist.
Han tog OS-guld i K-4 1000 meter i samband med de olympiska kanottävlingarna 2008 i Peking.